# Villaurbana
Villaurbana (sardisk: Biddobràna) er en by og en kommune (comune) i provinsen Oristano i regionen Sardinien i Italien. Byen ligger i 110 meters højde og har 1.643 indbyggere (2016). Kommunen har et areal på 58,70 km² og grænser op til kommunerne Allai, Mogorella, Oristano, Palmas Arborea, Ruinas, Siamanna, Usellus og Villa Verde.